# La Baleine
La Baleine – miejscowość i gmina we Francji, w regionie Normandia, w departamencie Manche.
Według danych na rok 1990 gminę zamieszkiwało 121 osób, a gęstość zaludnienia wynosiła 29 osób/km² (wśród 1815 gmin Dolnej Normandii La Baleine plasuje się na 765. miejscu pod względem liczby ludności, natomiast pod względem powierzchni na miejscu 953.).